# Gösta Bodman

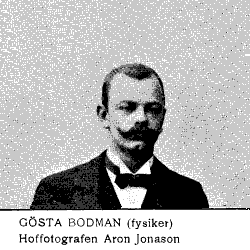
Gösta Bodman 1901

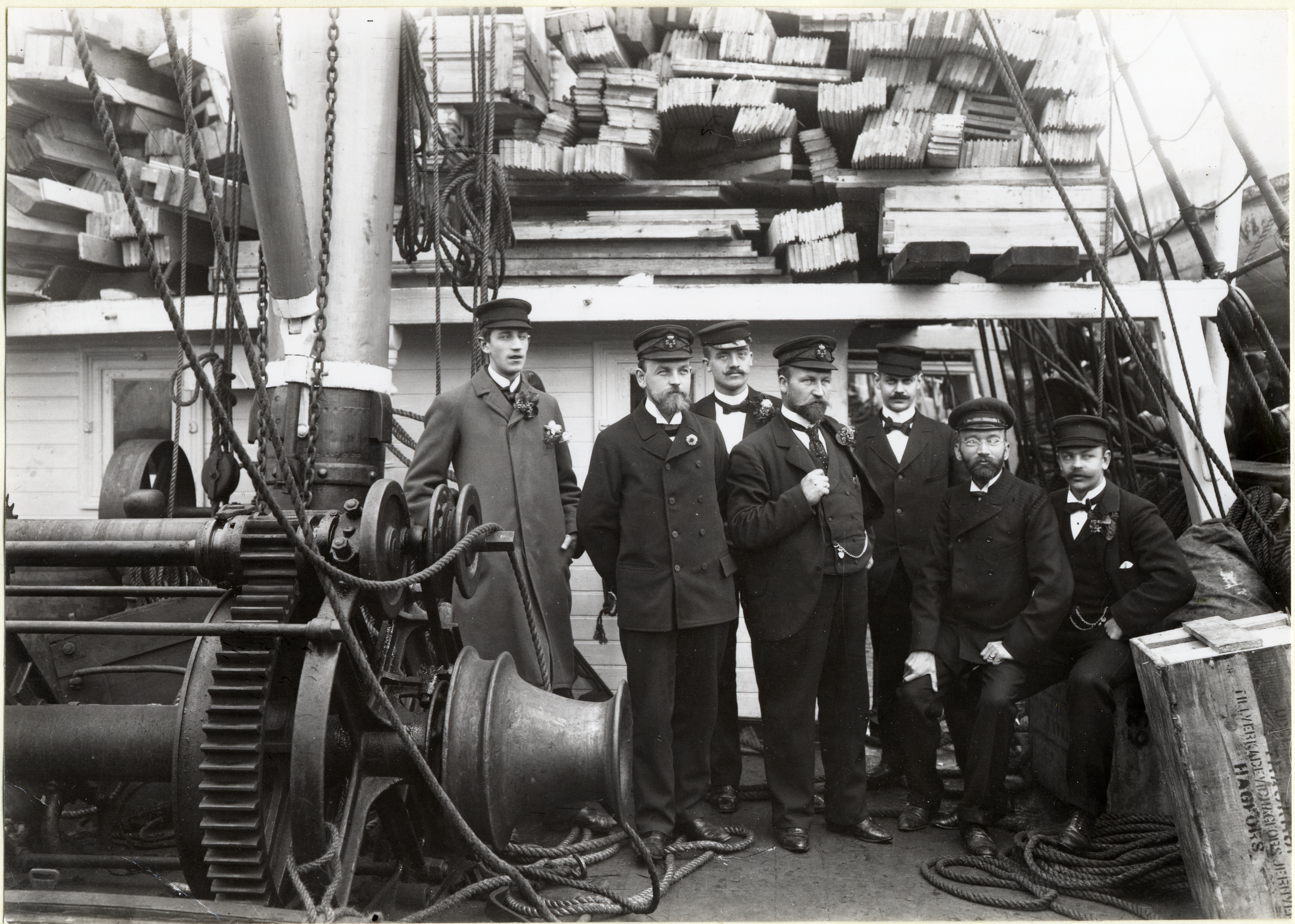
Teilnehmer an der Schwedischen Antarktisexpedition im Oktober 1901 an Bord der Antarctic, von links nach rechts: Carl Skottsberg, Otto Nordenskjöld, Karl Andersson, Carl Anton Larsen, Erik Ekelöf, Axel Ohlin, Gösta Bodman.

Anders Gustaf (Gösta) Bodman (* 5. August 1875 in Råneå församling, Norrbottens län, Schweden; † 22. November 1960 in Stockholm) war ein schwedischer Chemiker, Polarforscher und Hochschullehrer. Er nahm als Meteorologe an der Schwedischen Antarktisexpedition (1901–1903) teil und war von 1916 bis 1940 Professor für Anorganische Chemie sowie für Mineralogie und Geologie am Chalmers tekniska institut in Göteborg.

## Leben

### Frühe Jahre
Gösta Bodman wurde 1875 als Sohn des Arztes Gustaf Lorens Bodman und dessen Frau Anna Matilda Ekström in der Norrbottens län, der nördlichsten Provinz Schwedens, geboren. Er besuchte ab 1884 eine allgemeine Bildungseinrichtung (schwedisch allmänna läroverk) in Uppsala und schloss die Schule am 6. Juni 1893 mit der Reifeprüfung (studentexamen) ab. Am 26. September desselben Jahres begann Bodman ein Studium an der Universität Uppsala. Er erhielt 1897 seinen ersten akademischen Grad (Filosofie kandidat) und 1901 den zweiten (Filosofie licentiat).

### Die Schwedische Antarktisexpedition 1901–1903
Im Oktober 1901 verließ Bodman als Meteorologe und Hydrograph der von Otto Nordenskjöld geleiteten Schwedischen Antarktisexpedition an Bord der Bark Antarctic den Hafen von Göteborg. Er gehörte zur Überwinterungsmannschaft, die am 14. Februar 1902 ein Fertighaus auf Snow Hill Island bezog und die wissenschaftliche Arbeit aufnahm. Die Expedition drohte einen tragischen Ausgang zu nehmen, als die Antarctic am 12. Februar 1903 sank und eine Heimkehr aus eigener Kraft daher unmöglich war. Eine argentinische Rettungsmission mit der Korvette Uruguay traf die Männer aber Anfang November 1903 gesund an und brachte sie nach Buenos Aires.
Die meteorologischen Arbeiten machten einen wichtigen Teil des wissenschaftlichen Programms der Expedition aus. Bodman organisierte stündliche Messungen des Luftdrucks, der Lufttemperatur, der Luftfeuchtigkeit, Windrichtung und -geschwindigkeit sowie Beobachtungen der Bewölkung, der Wolkenformen, der Sonnenscheindauer und des Niederschlags. Er leitete auch die geomagnetischen und zeitweise die ozeanographischen Arbeiten der Expedition. An den geographischen Entdeckungen auf zahlreichen Schlittenexkursionen war Bodman kaum beteiligt, da die regelmäßigen Wetterbeobachtungen ihn im Quartier auf Snow Hill Island festhielten. Eine Ausnahme stellt die Exkursion mit Johan Gunnar Andersson zur Insel Cockburn Island dar, deren Plateau Bodman als Erster erstieg.
Bodman ist der Verfasser des aus vier Lieferungen bestehenden zweiten Bands des Expeditionsberichts, der sich ausschließlich mit Meteorologie beschäftigt und zum großen Teil aus Tabellen mit meteorologischen Messwerten über einen Zeitraum von mehr als 600 Tagen besteht. Neben seinen Beobachtungen unternahm Bodman Abkühlungsversuche und stellte mit ihrer Hilfe eine Skala für die Grimmigkeit (englisch severity) der Kälte als Funktion der Lufttemperatur und der Windgeschwindigkeit auf. Er wertete die Messergebnisse verschiedener Polarexpeditionen seiner Zeit aus und errechnete die größte beobachtete Grimmigkeit für Snow Hill Island und Franz-Josef-Land (Fiala-Ziegler-Expedition 1903–1905).
Bodman führte auf der Expedition zwei Kameras mit sich und fotografierte seine Kollegen und ihre Arbeit sowie die antarktischen Landschaften. Er war zwar Amateur, entwickelte aber beachtliche Fertigkeiten als Fotograf. Einige seiner Fotos wurden noch auf dem Schiff zu Postkarten entwickelt, viele andere sind in verschiedenen Publikationen zu finden.

### Weiteres Leben
Aus der Antarktis zurückgekehrt, setzte Bodman seine zuvor begonnenen Studien zur Isomorphie der Salze von Bismut einerseits und einiger Metalle der seltenen Erden andererseits fort und wurde im Mai 1906 zum Dr. phil. promoviert. Am 4. August desselben Jahres heiratete er Elsa Anna Maria Bodman, die Tochter des Kapitäns Herman Bodman. Er wurde 1907 Lehrer in Göteborg und 1910 Privatdozent für Chemie am privaten Chalmers tekniska institut, der heutigen Technische Hochschule Chalmers. Von 1916 bis 1940 war er dort Professor für Anorganische Chemie sowie für Mineralogie und Geologie. In den 1920er Jahren entwickelte sich sein Interesse an industriehistorischen Themen und ersten Veröffentlichungen auf diesem Gebiet.
Nach seiner Emeritierung verlegte er seinen Wohnsitz nach Stockholm und arbeitete ab 1943 am dortigen Technischen Museum als Museumslektor und Technikgeschichtsforscher. Er legte unter anderem eine industrie- und technikhistorische Kartothek aus 230.000 Karteikarten für das Museum an und veröffentlichte 16 Artikel im Museumsjahrbuch Dædalus. Das Museum verdankt ihm auch eine Sammlung von rund 6000 Briefmarken mit Motiven aus Naturwissenschaft, Technik und Industrie.
Gösta Bodman starb am 22. November 1960 und wurde am 12. Dezember auf dem Norra begravningsplatsen bestattet.
Bodman Point, eine Landspitze von Seymour Island in der Antarktis, ist nach ihm benannt.

## Schriften (Auswahl)
- Om isomorfi mellan salter af vismut och de sällsynta jordmetallerna. Dissertation, Universität Uppsala, 1906.
- Gösta Bodman: Meteorologie. In: Otto Nordenskjöld (Hrsg.): Wissenschaftliche Ergebnisse der Schwedischen Südpolar-Expedition. Band II. Lithographisches Institut des Generalstabs, Stockholm 1908 (archive.org).
- Göteborgs äldre industri. Göteborgs Litografiska AB, Göteborg 1923.
- Göteborgs industrihistoria, i siffror 1747–1920. Wettergren & Kerber, Göteborg 1926.